# Madobak Ugai
Madobak Ugai is een bestuurslaag in het regentschap Kepulauan Mentawai van de provincie West-Sumatra, Indonesië. Madobak Ugai telt 2083 inwoners (volkstelling 2010).